# Вольфганг Йорхель
Вольфґанґ Роман Крістіан Теодор Йорхель (нім. Wolfgang Roman Christian Theodor Jörchel (Joerchel); 9 серпня 1907, Гінденбург-ін-Обершлесіен — 12 травня 1945, Прага) — німецький офіцер, штандартенфюрер СС. Кавалер Лицарського хреста Залізного хреста.

## Біографія
Син лейтенанта, вбитого на Східному фронті Першої світової війни в 1914 році. Після того, як він здобув середню освіту, він вирушив вивчати російську мову в університет Бреслау.
У травні 1934 року став спортивним лідером в Гітлер'югенді, а також вступив у СА і залишався там активним членом до червня 1935 року, коли він перейшов у частини посилення СС в жовтні 1935 року в званні оберштурмфюрера. В 1937 році відправлений у Бад-Тельц в юнкерське училище СС «Бад Тельц» як інструктор-кулеметник, а потім вступив в полк СС «Німеччина» і взяв участь в аншлюсі та окупації Судетської області в 1938 році.
Під час Другої світової війни він служив в полку СС «Германія», з яким брав участь у Польській і Французькій кампаніях. У грудні 1940 року він отримав в командування 2-й батальйон полку СС «Германія», потім — 23-й танково-гренадерський полк СС «Норге». Під час Нарвської операції командував добровольчим танково-гренадерським полком 48 «Генерал Зейффардт» і уникнути прориву радянських військ, здійснивши потужну контратаку
В кінці війни Йорхель керував юнкерським училищем СС в Празі, де він був схоплений натовпом чехів і убитий 12 травня 1945 року.

## Звання
- Унтерофіцер резерву і резервний кандидат в офіцери (15 липня 1935)
- Оберштурмфюрер СС (1 жовтня 1935)
- Гауптштурмфюрер СС (20 квітня 1938)
- Штурмбанфюрер СС (1 вересня 1941)
- Оберштурмбанфюрер СС (30 січня 1943)
- Штандартенфюрер СС (1 вересня 1944)

## Нагороди
- Німецька імперська відзнака за фізичну підготовку в бронзі
- Йольський свічник
- Кільце «Мертва голова»
- Почесна шпага рейхсфюрера СС
- Спортивний знак СА в золоті
- Медаль «У пам'ять 13 березня 1938 року»
- Медаль «У пам'ять 1 жовтня 1938» із застібкою «Празький град»
- Залізний хрест
  - 2-го класу (3 жовтня 1939)
  - 1-го класу (29 липня 1940)
- Штурмовий піхотний знак в бронзі
- Німецький хрест в золоті (1 березня 1942)
- Медаль «За зимову кампанію на Сході 1941/42» (1 вересня 1942)
- Відзначений у Вермахтберіхт (15 березня 1944)
- Лицарський хрест Залізного хреста (21 квітня 1944)